# Bussy-le-Repos, Yonne
Bussy-le-Repos là một xã của Pháp,tọa lạc ở tỉnh Yonne trong vùng Bourgogne của Pháp. Diện tích của Bussy-le-Repos là 23,79 km2, dân số năm 1999 là 313 người.

## Thông tin nhân khẩu
| Năm | 1962 | 1968 | 1975 | 1982 | 1990 | 1999 |
| --- | ---- | ---- | ---- | ---- | ---- | ---- |
| Dân số | 227  | 272  | 242  | 243  | 278  | 313  |
| From the year 1962 on: No double counting—residents of multiple communes (e.g. students and military personnel) are counted only once. |      |      |      |      |      |      |

## Công trình nổi bật
Nhà thờ Saint-Pierre (thế kỷ 18-19)